# Aeropuerto de Orán Es Sénia
El Aeropuerto de Orán Ahmed Ben Bella en árabe
مطار أحمد بن بلة (IATA: ORN, OACI: DAOO) es un aeropuerto ubicado a 8,7 km al sur de Orán, cerca de Es Sénia, en Argelia.

## Historia
Su inauguración tuvo lugar con la llegada del 509 batallón para la Invasión Aliada del Norte de África. La mayor operación militar tuvo lugar el 8 de noviembre de 1942. Cuando un C-47 que recorrió 1600 millas desde Inglaterra, portó al batallón que tomó el aeropuerto Tafarquay en Orán, Argelia mediante asalto paracaidista.
Tras su captura, el aeropuerto fue utilizado por la brigada aerotransportada de la USAF. Que funcionó como parada técnica al Aeropuerto de Argel o al aeródromo de Port Lyautey, en Marruecos en la ruta de transporte de carga norteafricana El Cairo-Dakar, así como de tránsito de aviones y tropas.

## Proyectos
La construcción de una nueva terminal (Terminal 2) con una superficie de 41 000 m², que deberá ser capaz de acoger 3,5 millones de pasajeros, ampliable a 6 millones de pasajeros por año, elevando la capacidad total a 5,5 millones de pasajeros con la terminal actual, y que contará con 6 pasarelas telescópicas y dos hangares de carga con una superficie de 2000 m² y una capacidad de 15 000 t/año. También estará equipado con paneles fotovoltaicos para sus necesidades de energía eléctrica.
Asimismo, se está construyendo una nueva torre de control sobre una superficie de casi 2000 m², que contará con sótanos y dos plantas de 66 m² sobre una altura de 47 metros y que cumplirá las recomendaciones de la Organización de la Aviación Civil (OACI) y estará dotada de modernas instalaciones y recursos adaptados a la evolución del aeropuerto.  Archivado el 8 de enero de 2018 en Wayback Machine.

## Aerolíneas y destinos
| Aerolíneas                                    | Destinos |
| --------------------------------------------- | --- |
| Argelia: Air Algérie                          | - Adrar/Touat - Argel-H. Boumédiène - Alicante-Elche - Annaba - Barcelona-El Prat - Béchar - Burdeos-Mérignac - Casablanca-Mohammed-V - Constantina - M. Boudiaf - Gardaya - Noumérat - Moufdi Zakaria, - Hassi Messaoud-Oued Irara, - Zarzaïtine - In Amenas, - Estambul-S. Gökçen, - Lille Lesquin, - Lyon-Saint-Exupéry, - Marsella-Provenza, - Montpellier-Méditerranée, - Uargla, - París-Charles de Gaulle, - París-Orly, - Timimoun, - Tindouf, - Toulouse-Blagnac - Bruselas-Nacional - Frankfurt - Metz-Nancy-Lorraine |
| Francia: Air France                           | París-Charles de Gaulle, Toulouse-Blagnac |
| España: Air Nostrum                           | Madrid-Barajas |
| Italia: Alitalia opéré par Alitalia CityLiner | Rome Leonardo-de-Vinci/Fiumicino |
| Francia: ASL Airlines France                  | Burdeos-Mérignac, Perpiñán, Tolón, Lille |
| España: Iberia                                | Madrid-Barajas |
| Argelia: Tassili Airlines                     | Adrar/Touat, Argel-H. Boumédiène, Béchar, Constantina - M. Boudiaf, Hassi Messaoud-Oued Irara, Sétif Estrasburgo |
| Francia: Transavia France                     | Lyon-Saint-Exupéry, Montpellier-Méditerranée , Nantes-Atlantique, París-Orly |
| Bélgica: TUIfly Belgium                       | Charleroi |
| Túnez: Tunisair                               | Túnez-Carthage |
| Turquía: Turkish Airlines                     | Estambul |
| España: Vueling                               | Alicante-Elche, Barcelone-El Prat,Valencia |

## Estadísticas
Ver fuente y consulta Wikidata.